# Noovo Moi
Noovo Moi est une plateforme qui réunit le contenu style de vie et divertissement de Bell Média. Les lecteurs y trouvent des articles écrits, des capsules vidéo, des webséries et des balados.

## Historique
La plateforme numérique Noovomoi.ca a été fondée en 2021. Bell Média a regroupé ses anciennes plateformes EnVedette, Canal Vie, Muramur, Fraîchement Pressé, Look du jour, Sympatico et VoyageVoyage sur Noovo Moi. Elle fait partie de la refonte plus générale opérée par Bell Média pour regrouper ses contenus. Suzanne Landry, vice-présidente, développement de contenu, programmation et information, a expliqué que le regroupement de tous les contenus style de vie sur un même site a pour but de simplifier l’accès et permettre au public de faire des découvertes. 
En 2019, Bell Média a annoncé qu'elle achetait la chaîne V ainsi que le site Noovo.ca, dont la transaction a été conclue le 15 mai 2020. La chaîne télé Noovo, qui remplace V, a été lancée le 31 août 2020. 
Plateforme web spécialisée en art de vivre, Noovo Moi propose des articles, des capsules, des webséries et des balados sur des thèmes comme la cuisine, les dernières nouvelles culturelles, la mode, la culture populaire, la décoration, le voyage, le couple, les activités sportives, etc. Selon des sociologues, les goûts culturels, de consommation et les pratiques, qu’on peut regrouper sous l’appellation style de vie, sont fortement liés aux variables de position sociale. Les représentations sociales, à travers diverses plateformes, contribuent à véhiculer un style de vie.  
Noovo Moi reprend les rubriques des anciens site de Bell Média : potins sur les vedettes, recettes pour cuisiner, style pour la maison, rapport à l’argent, sorties, enjeux sociaux et même l’horoscope. Par exemple, Julie-Ann Ho, Maman Caféine et Marcus Villeneuve proposent des styles de vêtements ou de coiffure, alors que Ginette Blais publie l'horoscope. 
Les autres éléments de l'écosystème de Noovo incluent Noovo Info, point d'ancrage de son service d'information et du bulletin Le Fil, et Noovo.ca, où Bell Média a consolidé le contenu de sa chaîne généraliste Noovo et de ses chaînes spécialisées Canal D, Canal Vie, Investigation, Vrak et Z. 

## Programmation
Noovo Moi regroupe ses capsules, webséries et balados dans la section Vidéos sur son site. 

### Webséries
- Kekou la mode (Mathieu Dufour)
- Sur la route (Cath Peach)
- Combien ça coûte (Ève Côté)
- Lunettes roses (Jonathan Roberge)
- Derrière la photo Instagram (Valérie Roberts)[6]
- Mon précieux déchet (Félix-Antoine Tremblay)
- Soif d'ici
- Toc toc chez (Livia Martin)

### Balados
- Elles sont (Mélissa Bédard)[7]